# Liga a V-a
Liga a V-a este al cincilea eșalon fotbalistic din România. Competițiile se dispută la nivel județean și sunt organizate de fiecare asociație județeană în parte.

## Format
Liga V are 42 de divizii. Diviziile sunt împărțite și sunt organizate de fiecare asociație județeană. Fiecare echipă joacă în propriul județ. Asociațiile județene decid câte echipe joacă în ligă și câte meciuri joacă fiecare echipă. În România sistemul cel mai des folosit este o divizie cu meciuri jucate acasă și în deplasare. Numărul de echipe diferă de la o asociație județeană la alta.
Un număr de asociații preferă 2 sau chiar 3 serii paralele. Ligile cu mai multe serii, organizează meciuri de baraj sau sistem de playoff pentru calificarea la meciurile de baraj pentru accederea în liga a IV-a. Campioanele cu o singură serie promovează direct în liga a IV-a.

## Denumirile de-a lungul timpului
| Nume                       | Perioada     |
| -------------------------- | ------------ |
| Categoria Onoare           | 1947–1968    |
| Campionatul județean II    | 1968–1992    |
| Divizia D - Faza județeană | 1992–1997    |
| Divizia E                  | 1997–2006    |
| Liga a V-a                 | 2006–prezent |

## Ligile județene
| Nord–Est - Liga a V-a Bacău - Liga a V-a Botoșani - Liga a V-a Iași - Liga a V-a Neamț - Liga a V-a Suceava - Liga a V-a Vaslui | Nord–Vest - Liga a V-a Bihor - Liga a V-a Bistrița-Năsăud - Liga a V-a Cluj - Liga a V-a Maramureș - Liga a V-a Satu Mare - Liga a V-a Sălaj | Centru - Liga a V-a Alba - Liga a V-a Brașov - Liga a V-a Covasna - Liga a V-a Harghita - Liga a V-a Mureș - Liga a V-a Sibiu | Vest - Liga a V-a Arad - Liga a V-a Caraș-Severin - Liga a V-a Gorj - Liga a V-a Hunedoara - Liga a V-a Mehedinți - Liga a V-a Timiș |

| Sud–Vest - Liga a V-a Argeș - Liga a V-a Dâmbovița - Liga a V-a Dolj - Liga a V-a Olt - Liga a V-a Teleorman - Liga a V-a Vâlcea | Sud - Liga a V-a București - Liga a V-a Călărași - Liga a V-a Giurgiu - Liga a V-a Ialomița - Liga a V-a Ilfov - Liga a V-a Prahova | Sud–Est - Liga a V-a Brăila - Liga a V-a Buzău - Liga a V-a Constanța - Liga a V-a Galați - Liga a V-a Tulcea - Liga a V-a Vrancea |

## Echipe notabile
Echipele performere, care au câștigat campionatul de cele mai multe ori, din fiecare ligă. În paranteză numărul de titluri de campioană a ligii a 5-a.

### Liga V
| Județul Alba - Nicolae Linca Cergău (2) - Academia Șona (2) - FC Lopadea Nouă (2) Județul Brașov - Progresul Voivodeni (7) Județul Brăila - FC Urleasca (6) București - Pro Team București Județul Constanța - Gloria Albești Județul Călărași - Phoenix Ulmu | Județul Cluj - Gloria Cătina (6) - Șoimii Câmpia Turzii (5) Județul Covasna - FC Păpăuți (3) Județul Dolj - Triumf Bârca Județul Galați - Avântul Valea Mărului (3) - Mălina Smârdan (3) Județul Ialomița - Unirea Mihail Kogalniceanu (2) - Secunda Adâncata (2) - Unirea Grivița (2) | Județul Iași - Avântul Golăiești (3) Județul Mehedinți - Inter Crăguiești (2) Județul Sălaj - Cetatea Buciumi (4) Județul Timiș - Plavi Delia Sânpetru Mare (3) - Unirea Jimbolia (3) Județul Vaslui - Hușana Huși Județul Vrancea - Șoimii Mircești (2) |